# Macintosh Classic II
De Macintosh Classic II (ook verkocht als de Macintosh Performa 200) is een personal computer die ontworpen, gefabriceerd en verkocht werd door Apple Computer van oktober 1991 tot september 1993. Net als de Macintosh SE/30 beschikte de Classic II over een Motorola 68030-processor maar door zijn 16-bits databus was de Classic II zo'n 30% trager dan de SE/30.
Hoewel de Classic II een behuizing deelt met de eerdere Classic, zijn er meer overeenkomsten met de Macintosh LC. Door het gebruik van dezelfde speciale IC's uit de LC bestond de Classic II uit een lager aantal componenten dan oudere Macs. In tegenstelling tot de LC en de SE/30 heeft de Classic II geen intern Processor Direct Slot.
De Classic II was een van drie machines die door Apple ook verkocht werd als Macintosh Performa toen de Performa-serie in september 1992 geïntroduceerd werd. De Performa 200 werd aangeboden met dezelfde specificaties als de Classic II, met de toevoeging van een luidsprekerrooster aan de linkerkant voor een beter geluid. De software werd licht aangepast, zo moest de At Ease-applicatie een eenvoudigere gebruikersinterface bieden dan de standaard Macintosh Finder. De exacte meegeleverde software varieerde meestal van verkoper tot verkoper.
De Classic II had een 50-pins interne uitbreidingssleuf bedoeld voor een FPU-coprocessor of een extra ROM. Deze sleuf is niet geschikt als algemeen uitbreidingsslot en Apple heeft er nooit een uitbreidingskaart voor geproduceerd.
 Er bestonden wel FPU-uitbreidingskaarten van Applied Engineering en Sonnet voor dit slot. Het was de laatste zwart-wit compacte Macintosh en de laatste desktop Macintosh met een externe aansluiting voor een diskettestation. 

## Modellen
- Macintosh Classic II:
  - 2 MB RAM en 40 MB harde schijf
  - 4 MB RAM en 80 MB harde schijf
- Macintosh Performa 200[8]

## Specificaties
- Processor: Motorola 68030, 16 MHz
- Systeembus snelheid: 16 MHz
- ROM-grootte: 512 kB
- Databus: 16 bit
- RAM-type: 100 ns 30-pin SIMM
- Standaard RAM-geheugen: 2 MB
  - Uitbreidbaar tot maximaal 10 MB
  - RAM-sleuven: 2
- Standaard diskettestation: 3,5-inch, 1,44 MB
- Standaard harde schijf: 40 of 80 MB (SCSI)
- Uitbreidingssleuven: FPU-slot
- Type batterij: 3,6 volt Lithium
- Beeldscherm: 512×342 pixels, 23 cm (9-inch), monochroom
- Uitgangen:
  - 1 ADB-poort (mini-DIN-4) voor toetsenbord en muis
  - 1 SCSI-poort (DB-25)
  - 1 diskettestation (DB-19)
  - 2 seriële poorten (mini-DIN-8)
  - 1 audio-in (3,5 mm jackplug)
  - 1 hoofdtelefoon (3,5 mm jackplug)
- Ondersteunde systeemversies: 6.0.8L t/m 7.6.1
- Afmetingen: 33,5 cm x 24,6 cm x 28,4 cm (h×b×d)
- Gewicht: 7,3 kg

Uit productie: 1984: Macintosh 128K, Macintosh 512K · 1985: Macintosh XL · 1986: Macintosh Plus · 1987: Macintosh II, Macintosh SE · 1988: Macintosh IIx · 1989: Macintosh SE/30, Macintosh IIcx, Macintosh IIci, Macintosh Portable · 1990: Macintosh IIfx, Macintosh Classic, Macintosh IIsi, Macintosh LC serie · 1991: Macintosh Quadra 700, Macintosh Quadra 900, Apple PowerBook · Macintosh Classic II · 1992: Macintosh IIvx, Macintosh Quadra 950, PowerBook Duo, Macintosh Performa serie · 1993: Macintosh Centris serie, Macintosh Color Classic, Macintosh TV · Apple Workgroup Server · 1994: Power Macintosh · 1997: Power Macintosh G3, PowerBook G3, Twentieth Anniversary Macintosh · 1998: iMac · 1999: iBook, Power Mac G4 · 2000: Power Mac G4 Cube · 2001: PowerBook G4 · 2002: eMac, iMac G4 · 2003: Xserve, Power Mac G5 · 2004: iMac G5 · 2005: Mac mini · 2006: MacBook · 2015: MacBook (Retina) · 2017: iMac Pro

Huidige modellen: MacBook Air, MacBook Pro, iMac, Mac mini, Mac Studio, Mac Pro